# Nato (Vohipeno)
Nato est une commune rurale malgache située dans la partie sud-est de la région de Fitovinany.
La commune de Nato est constituée de 14 hameaux et la plupart de ses habitants appartiennent à l'ethnie Antaimoro.
On peut atteindre Nato par la RN 12 qui relie Manakara à Vohipeno.
Nato se situe à une dizaine de kilomètres de Vohipeno et à une vingtaine de kilomètres de Manakara.